# 特鲁氏中喙鲸
特鲁氏中喙鲸或初氏中喙鯨（學名：Mesoplodon mirus）旧称特鲁氏喙鲸，又称奇妙喙鲸。它原本認為僅分布於大西洋，但現已確認在南半球亦有分布。由於牠們似乎不棲息於熱帶海域，可能有分隔性的亞種存在。其俗名源自前美國國家博物館（United States National Museum，現今隸屬於史密森學會）館長Frederick W. True的姓，他是美國著名生物學家，曾對北卡羅萊納州的一頭擱淺個體作過描述。

## 基本資料
出生時身長體重：2.2m、體重未知
最大身長體重紀錄：5.3m；雄-至少1,020kg、雌-約1,400kg
壽命：未知

## 外型特徵
初氏中喙鯨的體型中段圓胖，往兩端漸細。背鰭小，可能呈三角形或鐮刀形，背鰭後方的脊柱區域呈現明顯的背脊稜線。額隆渾圓，幾乎呈球狀，以中等坡度傾斜至短嘴喙基部。噴氣孔後方有清晰的摺縫。成年雄鯨有2顆中等大小的牙齒，位於下顎尖端，僅略微突出。
北大西洋族群背部多為灰至褐色，腹部顏色較淺。嘴脣與背鰭的顏色較深，眼睛周圍有暗色的橢圓形區域，有一窄而暗的刻痕自頸部後方延伸至背鰭。生殖器附近有白色斑點。南半球族群的情況較不清楚，根據對一頭擱淺死亡但尚未腐爛的雌鯨所作的描述報告，其全身幾乎呈藍黑色，有一白色寬帶圍繞背鰭與尾柄，生殖器附近有白色斑點，下顎與喉嚨呈淺灰色，並有黑色小點。

## 分布
在北半球，初氏中喙鯨似乎僅棲息於北大西洋溫帶海域。擱淺記錄最北至加拿大的新斯科細亞省（Nova Scotia）與愛爾蘭，最南達美國的佛羅里達州（Florida）、巴哈馬、與加那利群島（Canary Islands）。牠們在南半球的分布情況不明，僅知曾在南非與澳洲西部有擱淺記錄。在大西洋的熱帶地區似乎有分布上的間隙，目前尚無證據顯示牠們在北太平洋與北印度洋有分布。

## 習性、生殖、食性
牠們是罕有目擊記錄的鯨種之一，曾有3頭初氏中喙鯨在北卡羅萊納州外海約600噚深處移動。在這次目擊記錄中，3頭喙鯨每次浮出海面的時間持續約10至12秒，首先是嘴喙碰觸海面，然後頭部探出水面至眼睛位置。其噴氣為低矮柱狀，高度接近其頭長。噴氣後會弓起背脊在海面下滑行，但不會舉起尾鰭。3頭喙鯨中有1頭較小，目擊者推測該群體可能由2頭成年雌鯨與1頭較大的幼鯨或未成年鯨組成。其生殖情形了解甚少，曾有一頭雌鯨與一頭約3.4公尺長的幼鯨一同擱淺的記錄，該雌鯨已懷孕且尚在哺乳期。一般認為初氏中喙鯨以魷魚為主食。

## 現狀
初氏中喙鯨的海面目擊極少，科學家對其數量估計沒有多少資料。活體目擊記錄缺乏的原因可能是其數量不多，或常在調查少的區域活動。已知未曾遭捕殺或因漁業活動而死亡。